# Martha Isabel Bolaños
Martha Isabel Bolaños Ortiz  (Cali, 28 de diciembre de 1973)es una actriz y empresaria colombiana.

## Filmografía

### Televisión
| Año       | Título                                        | Personaje/Rol                                 | Notas                                                      |
| --------- | --------------------------------------------- | --------------------------------------------- | ---------------------------------------------------------- |
| 1997      | Tiempos difíciles                             | Cecilia                                       |                                                            |
| 1998      | Tadeo Clonado                                 |                                               |                                                            |
| 1999      | Julius                                        |                                               |                                                            |
| 1999-2001 | Yo soy Betty, la fea                          | Jenny García "La Pupuchurra"/"La Impulsadora" |                                                            |
| 2000-2001 | Francisco el matemático                       | Catalina Mendoza                              |                                                            |
| 2001-2002 | El inútil                                     | Esmeralda                                     |                                                            |
| 2001-2002 | Ecomoda                                       | Jenny García "La Pupuchurra"/"La Impulsadora" |                                                            |
| 2003-2004 | Pasión de gavilanes                           | Esperanza #2                                  | Papel recurrente; Temporada 1                              |
| 2004      | La isla de los famosos                        | Ella misma                                    | Participante, 7° Semifinalista Top 10 Mejores competidores |
| 2004-2005 | Te voy a enseñar a querer                     | Charó Bedoya                                  |                                                            |
| 2005-2006 | El pasado no perdona                          | Clemencia                                     |                                                            |
| 2005-2006 | La tormenta                                   |                                               |                                                            |
| 2005-2007 | Decisiones                                    |                                               | Varios episodios                                           |
| 2006-2007 | Hasta que la plata nos separe                 | Claudia Bermúdez                              |                                                            |
| 2008      | Cómplices                                     | Novia de Harvey                               |                                                            |
| 2008      | Doña Barbara                                  | Josefa Aguilar                                |                                                            |
| 2008-2009 | Sin senos no hay paraíso                      | Margot                                        |                                                            |
| 2010      | Reto de mujer                                 | Graciela                                      |                                                            |
| 2010      | Decisiones extremas                           |                                               |                                                            |
| 2011      | La bruja                                      | Virginia                                      |                                                            |
| 2012      | Pobres Rico                                   | Lily                                          |                                                            |
| 2012-2013 | Rafael Orozco El Ídolo                        | La vecina                                     | Participación especial                                     |
| 2012      | Mujeres asesinas                              | Leticia, la codiciosa                         | Protagonista                                               |
| 2013      | Comando Elite                                 | La Valluna                                    | Papel recurrente                                           |
| 2013      | Santander                                     |                                               |                                                            |
| 2013-2014 | Crónicas de un sueño                          | Juana                                         |                                                            |
| 2014      | El Capo                                       | Irma                                          | Papel recurrente; Temporada 3                              |
| 2014      | Desafío 2014: Marruecos, las mil y una noches | Ella misma                                    | Participante; 13.ª Eliminada                               |
| 2015      | La pelu                                       | Marisol                                       |                                                            |
| 2019      | El man es Germán                              | Derlys Jiménez                                | Temporada 4, 1 episodio                                    |
| 2020      | Amparo Arrebató                               | Amparo                                        |                                                            |
| 2022      | Los García                                    | Juliana                                       |                                                            |
| 2023      | MasterChef Celebrity                          | Ella misma                                    | Participante 18.ª eliminada                                |
| 2024      | La casa de los famosos Colombia               | Ella misma                                    | Participante 18.ª eliminada, 7.ª finalista                 |

### Cine
| Año  | Título                   | Personaje |
| ---- | ------------------------ | --------- |
| 2000 | Kalibre 35               |           |
| 2007 | Buscando a Miguel        |           |
| 2011 | Sexo, mentiras y muertos | Alicia    |
| 2019 | El coco 3                | Tatiana   |

## Premios y nominaciones

### Premios TVyNovelas
| Año  | Categoría               | Telenovela o Serie            | Resultado |
| ---- | ----------------------- | ----------------------------- | --------- |
| 2007 | Mejor actriz de reparto | Hasta que la plata nos separe | Nominada  |
| 2001 | Mejor actriz revelación | Yo soy Betty, la fea          | Ganadora  |

### Premios India Catalina
| Año  | Categoría                | Telenovela o Serie | Resultado |
| ---- | ------------------------ | ------------------ | --------- |
| 2020 | Mejor actriz protagónica | Amparo arrebato    | Ganador   |